# JM Productions
JM Productions  (Jeff Mike Productions, Inc) est une entreprise américaine de productions et de distributions de films pornographiques, dont le siège social est à Chatsworth, en Californie.

## Histoire
Jeff Steward crée sa société en 1995 et se fait connaitre par des séries pornographiques violentes comme "American Bukkake" & "Gag factor" ; ils subiront la censure.
Le 31 mai 2006, la société JM Productions et Mike Norton (pour toutes ses séries) est classée par la Federal Communications Commission américaine comme "obscenity" obscène et immorale pour la société. Cependant, la distribution reste autorisée par internet.
En octobre 2007, un jury de Phoenix (Arizona) accuse le distributeur "Five Star DVD", coupable de transporter du matériel obscène (DVD Gag factor 18) à travers les États-Unis.

## Récompenses
- 1999 AVN award - 'Best Continuing Video Series' for White Trash Whore
- 2000 AVN award - 'Best All-Girl Series' for The Violation of…
- 2000 AVN award - 'Most Outrageous Sex Scene' for Mila, Herschel Savage and Dave Hardman in Perverted Stories 22
- 2000 AVN award - 'Best Vignette Series' for Perverted Stories
- 2001 AVN award - 'Best Vignette Series' for Perverted Stories
- 2001 AVN award - 'Best All-Girl Series' for The Violation Of...
- 2002 AVN award - 'Best All-Girl Series' for The Violation Of...
- 2002 AVN award - 'Most Outrageous Sex Scene' for Kristen Kane, Herschel Savage and Rafe in Perverted Stories 31
- 2003 AVN award - 'Best All-Girl Series' for The Violation Of...
- 2003 AVN award - 'Best Oral-Themed Series' for "Gag Factor"
- 2004 AVN award - 'Best Oral-Themed Series' for "Gag Factor"
- 2004 AVN award - 'Best Continuing Video Series' for Girlvert
- 2004 AVN award - 'Most Outrageous Sex Scene' for Julie Night, Maggie Star and Mr. Pete in Perverted Stories, The Movie
- 2005 AVN award - 'Best All-Girl Series' for The Violation Of...
- 2005 AVN award - 'Best Oral-Themed Feature' for Francesca Le's Cum Swallowing Whores 3
- 2005 AVN award - 'Best Specialty Release - Big Bust' for Francesca's Juggies
- 2005 AVN award - 'Best Continuing Video Series' for Girlvert
- 2006 AVN award - 'Best Continuing Video Series' for Girlvert
- 2007 AVN award - 'Most Outrageous Sex Scene' for Ashley Blue, Amber Wild and Steve French in Girlvert 11
- 2008 AVN award - 'Most Outrageous Sex Scene' for Cindy Crawford, Rick Masters and Audrey Hollander in Ass Blasting Felching Anal Whores
- 2008 AVN award - 'Reuben Sturman Award' for Jeff Steward of JM Productions

## Séries
- American Bukkake
- Assy
- Bootylicious
- Filthy Things
- Gag Factor
- Lesbian Bukkake
- White Trash Whore
- The Violation Of...
- Young and Anal
- Gutter Mouths

## Acteurs et producteurs
Jim Powers, Ed Powers, Brandon Iron, Ashley Blue, Francesca Le, Alyssa Allure, Ava Devine, Trina Michaels, Missy Monroe, Hillary Scott, Delilah Strong, Bianca Pureheart, Brooke Ashley...